# HGTV Star
HGTV Star, nomeado HGTV Design Star pelas sete primeiras temporadas, é um reality show americano exibido na rede de televisão a cabo HGTV. Ele estreou em 23 de julho de 2006, e foi cancelado após sete temporadas.
Clive Pearse serviu como anfitrião para as temporadas 1-4. Vern Yip (Deserveing Design), Genevieve Gorder (Dear Genevieve) e Sabrina Soto (The High / Low Project) atualmente atuam como os três juízes da série. Candice Olson ("Divine Design", "Candice Tells All") serviu como juíza nas temporadas 5 e 6; a partir da 7ª temporada, um terceiro juiz rotativo foi contratado para preencher a vaga deixada por Olson. Os juízes anteriores incluem Cynthia Rowley, designer de moda e acessórios para casa; Martha McCully, editora executiva da revista InStyle ; e Mary Jo Wardle.
Os concorrentes competem por seu próprio programa de design na HGTV, que segue o formato de The Next Food Network Star no canal irmão Food Network. A cada semana, os juízes decidem quem eliminar; e, nas temporadas 1 a 4, Clive Pearse diria aos participantes que foram eliminados: "Seu programa foi cancelado... por favor, saia do estúdio".
A cada semana, os participantes restantes participam de um desafio de design de interiores, como projetar um espaço com uma finalidade específica (quarto, sala de estar, garagem) ou criar um espaço em um quarto vazio, usando itens não convencionais de uma loja de animais, loja de mecânica ou uma loja de desconto. Os designers recebem um tempo e dinheiro específicos para criar seus projetos, às vezes trabalhando sozinhos e às vezes em equipes.

## Elenco

### Apresentadores
| Apresentadores | Temporadas | Temporadas | Temporadas | Temporadas | Temporadas | Temporadas | Temporadas | Temporadas |
| Apresentadores | 1          | 2          | 3          | 4          | 5          | 6          | 7          | 8          |
| -------------- | ---------- | ---------- | ---------- | ---------- | ---------- | ---------- | ---------- | ---------- |
| Clive Pearse   | ♦          | ♦          | ♦          | ♦          |            |            |            |            |
| Vern Yip       |            |            |            |            | ♦          |            |            |            |
| Tanika Ray     |            |            |            |            |            | ♦          |            |            |
| David Bromstad |            |            |            |            |            |            | ♦          | ♦          |

### Juízes
| Juízes           | Temporadas | Temporadas | Temporadas | Temporadas | Temporadas | Temporadas | Temporadas | Temporadas |
| Juízes           | 1          | 2          | 3          | 4          | 5          | 6          | 7          | 8          |
| ---------------- | ---------- | ---------- | ---------- | ---------- | ---------- | ---------- | ---------- | ---------- |
| Vern Yip         | ♦          | ♦          | ♦          | ♦          | ♦          | ♦          | ♦          | ♦          |
| Genevieve Gorder |            |            |            | ♦          | ♦          | ♦          | ♦          | ♦          |
| Sabrina Soto     |            |            |            |            |            |            |            | ♦          |
| Cynthia Rowley   | ♦          | ♦          | ♦          |            |            |            |            |            |
| Martha McCully   | ♦          | ♦          | ♦          |            |            |            |            |            |
| Candice Olson    |            |            |            | ♦          | ♦          | ♦          |            |            |

## Temporadas
| Temporada        | Nº de designers | Data da Pré estreia | Data de encerramento | Localização         | Vencedora         | Show do Vencedor                       | Vice-campeão                 | Terceiro lugar |
| ---------------- | --------------- | ------------------- | -------------------- | ------------------- | ----------------- | -------------------------------------- | ---------------------------- | -------------- |
| 1 - 2006         | 10              | 23 de julho         | 10 de setembro       | Cidade de Nova York | David Bromstad    | Color Splash                           | Alice Fakier                 | Tym De Santo   |
| 2 - 2007         | 11              | 29 de julho         | 16 de setembro       | Las Vegas           | Kim Myles         | Myles of Style                         | Todd Davis                   | Will Smith     |
| 3 - 2008         | 9               | 8 de junho          | 3 de agosto          | Nashville           | Jennifer Bertrand | Paint-Over!                            | Matt Locke                   | Trish Beaudet  |
| 4 - 2009         | 11              | 19 de julho         | 13 de setembro       | Los Angeles         | Antonio Ballatore | The Antonio Treatment                  | Dan Vickery                  | Lonni Paul     |
| 5 - 2010         | 12              | 13 de junho         | 22 de agosto         | Cidade de Nova York | Emily Henderson   | Secrets from A Stylist                 | Michael Moeller              | Casey Noble    |
| 6 - 2011         | 12              | 11 de julho         | 12 de setembro       | Cidade de Nova York | Meg Caswell       | Meg's Great Rooms                      | Karl Sponholtz               | Mark Diaz      |
| 7 - 2012         | 12              | 29 de maio          | 24 de julho          | Los Angeles         | Danielle Colding  | Shop This Room                         | Brittany Simon               | Hilari Younger |
| All Stars - 2012 | 6               | 31 de julho         | 28 de agosto         | Los Angeles         | Leslie Ezelle     | N/A                                    | Hilari Younger               | Tom Vecchione  |
| 8 - 2013         | 10              | 9 de junho          | 21 de julho          | Los Angeles         | Tiffany Brooks    | The Most Embarrassing Rooms in America | Brooks Atwood Jeribai Tascoe | Anne Rue       |

### 1ª Temporada
- Vencedor: David Bromstad
- Localização: New York City, Nova York
- Anfitrião: Clive Pearse
- Juízes: Vern Yip, Cynthia Rowley, Martha McCully

### 2ª Temporada
- Vencedor: Kim Myles
- Local: Las Vegas, Nevada
- Anfitrião: Clive Pearse
- Juízes: Vern Yip, Cynthia Rowley, Martha McCully

### 3ª Temporada
- Vencedor: Jennifer Bertrand
- Localização: Nashville, Tennessee
- Anfitrião: Clive Pearse
- Juízes: Vern Yip, Cynthia Rowley, Martha McCully

### 4ª Temporada
Esta foi a última temporada de Clive Pearse como apresentadora e dois novos juízes (Olson e Gorder) se juntaram ao painel.
- Vencedor: Antonio Ballatore
- Localização: Los Angeles, California
- Anfitrião: Clive Pearse
- Juízes: Vern Yip, Candice Olson, Genevieve Gorder

### 5ª Temporada
A quinta temporada contou com um novo produtor e um novo formato. A estilista de acessórios Emily Henderson venceu a competição; e seu programa, Secrets from a Stylist, estreou em 29 de agosto de 2010.
- Vencedor: Emily Henderson
- Localização: New York City, Nova York
- Anfitrião: Vern Yip
- Juízes: Vern Yip, Candice Olson, Genevieve Gorder

### 6ª Temporada
Esta temporada apresenta Tanika Ray como apresentadora e David Bromstad como mentor. Ele estreou em 11 de julho de 2011.
- Vencedor: Meg Caswell
- Localização: New York City, Nova York
- Anfitrião: Tanika Ray
- Juízes: Vern Yip, Candice Olson, Genevieve Gorder
- Mentor: David Bromstad

### 7ª Temporada
Esta temporada apresenta David Bromstad como apresentador e mentor. Estreou em 29 de maio de 2012.
- Vencedor: Danielle Colding
- Localização: Los Angeles, California
- Anfitrião: David Bromstad (Tanika Ray foi originalmente anunciado como anfitrião)
- Juízes: Vern Yip, Genevieve Gorder
- Mentor: David Bromstad

### All Stars
Esta temporada apresenta David Bromstad como apresentador e mentor. Estreou em 31 de julho de 2012.
- Vencedor: Leslie Ezelle
- Localização: Dallas, Texas
- Anfitrião: David Bromstad
- Juízes: Vern Yip, Genevieve Gorder
- Mentor: David Bromstad

### 8ª Temporada
Esta temporada apresenta David Bromstad como anfitrião e mentor. Estreou em 9 de junho de 2013.
- Vencedor: Tiffany Brooks
- Localização: Los Angeles, California
- Anfitrião: David Bromstad
- Juízes: Vern Yip, Genevieve Gorder, Sabrina Soto
- Mentor: David Bromstad